# John Cassavetes

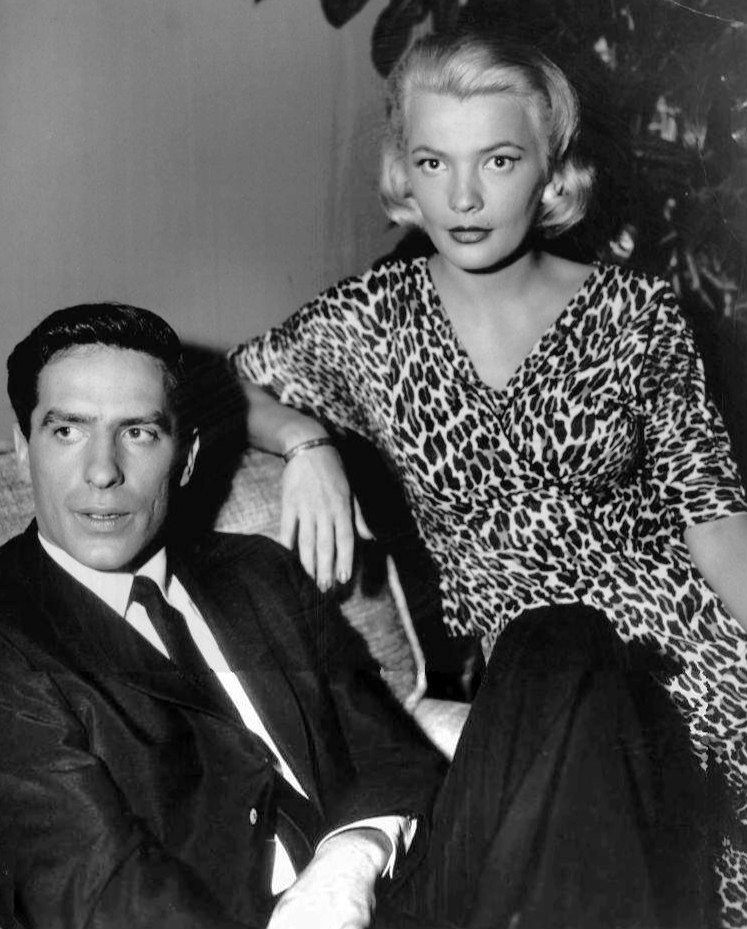
John Cassavetes i Gena Rowlands

John Nicholas Cassavetes (ur. 9 grudnia 1929 w Nowym Jorku, zm. 3 lutego 1989 w Los Angeles) − amerykański aktor, scenarzysta i reżyser, uznawany za jednego z pierwszych twórców kina niezależnego.

## Życiorys

### Wczesne lata
Urodził się w Nowym Jorku jako syn greckich imigrantów - Katherine Cassavetes (z domu Demetre; 1906–1983) i Nicholasa Johna Cassavetesa (gr. Νικόλαος Ιωάννης Κασσαβέτης). Jego rodzina osiedliła się później w Wolosie i Zagorze. Dzieciństwo spędził w Grecji u rodziny. W wieku siedmiu lat przeprowadził się na Long Island w Nowym Jorku. W latach 1945–1947 uczęszczał do Port Washington High School, gdzie był redaktorem gazety szkolnej „Port Weekly”, brał udział w grze międzyklasowej Red Domino i grał w piłkę nożną.
Ukończył Blair Academy w New Jersey i spędził jeden semestr w Champlain College w Plattsburgh w hrabstwie Clinton, zanim został wyrzucony z powodu niskich ocen. Spędził kilka tygodni jeżdżąc autostopem po Florydzie. W 1950 ukończył American Academy of Dramatic Arts.

### Kariera
Zadebiutował na ekranie w dreszczowcu  Henry’ego Hathawaya Czternaście godzin (1951) z Paulem Douglasem. Grywał w filmach klasy B i serialach telewizyjnych, w tym Alfred Hitchcock przedstawia (1956) czy Doktor Kildare (1962). Zyskał rozgłos jako okrutny zabójca Robert Batsford w kryminalnym filmie noir The Night Holds Terror (1955) u boku Vince’a Edwardsa. Pierwszą główną rolę zagrał w filmie kryminalnym Martina Ritta Człowiek, który pokonał strach (1957) z Sidneyem Poitier. Powszechną popularność przyniosła mu rola tytułowa prywatnego detektywa w serialu telewizyjnym Johnny Staccato (1959–60).
Granie w hollywoodzkich filmach pozwalało mu realizować swoje niezależne projekty. Za reżyserię debiutanckiego dramatu Cienie (1959) według jego własnego scenariusza otrzymał nagrodę krytyków na 21. festiwalu w Wenecji (1960), a także Nagrodę Brytyjskiej Akademii Filmowej za najlepszy film i nagrodę Organizacji Narodów Zjednoczonych. Za kreację Victora R. Franko w filmie Roberta Aldricha Parszywa dwunastka (1967), zdobył nominację do Oscara i Złotego Globu w kategorii Najlepszy aktor drugoplanowy. Wystąpił w tak głośnych produkcjach hollywoodzkich jak: dreszczowiec Dona Siegela Zabójcy (1964) z Lee Marvinem, horror Romana Polańskiego Dziecko Rosemary (1968) czy horror Briana De Palmy Furia (1978) z Kirkiem Douglasem. W odcinku serialu Columbo  - pt. „Etiuda w czerni” (Étude In Black, 1972) zagrał dyrygenta Alexa Benedicta, który ma romans z młodą pianistką.
Jako reżyser dramatu Twarze (Faces, 1968) odebrał nagrodę krytyków na 21. festiwalu w Wenecji i Nagrodę Amerykańskiego Stowarzyszenia Krytyków Filmowych (National Society of Film Critics Awards) oraz był nominowany do Oscara za najlepszy scenariusz oryginalny i Złotego Lwa. W 1975 otrzymał kolejną nominację do Oscara za reżyserię i dwie do Złotego Globu za najlepszy scenariusz i dla najlepszego reżysera filmu Kobieta pod presją (1974).
Wyreżyserował dwanaście filmów pełnometrażowych i dwie etiudy. W swych projektach angażował całe swoje najbliższe otoczenie, zaczynając od żony − aktorki Geny Rowlands i dzieci − Nicka Cassavetesa, poprzez swoją matkę i teściową, a także grono zainteresowanych jego twórczością przyjaciół − Petera Falka, Bena Gazzarę, Seymoura Cassela.

## Metoda twórcza
Autorskie filmy Cassavetesa opierały się w istotnym stopniu na improwizacji. Na planie filmów Cassavetesa panowała swoboda i aktorzy mogli bez ograniczeń wczuwać się w postać i niejednokrotnie dokonywać znaczących odstępstw od pierwotnie przyjętych założeń. Relacja reżyser-aktor opierała się na zaufaniu i wierności swoistemu hasłu programowemu − bycia wiernym prawdzie za wszelką cenę, nieważne jak niewygodnej czy przykrej.

## Życie prywatne
W 1953, podczas przesłuchania do American Academy of Dramatic Arts, poznał swoją przyszłą żonę, aktorkę Genę Rowlands. Pobrali się cztery miesiące później - 9 kwietnia 1954. Mieli troje dzieci: syna Nicholasa Davida „Nicka” (ur. 21 maja 1959) oraz córki - Alexandrę „Xan” (ur. 21 września 1965) i Zoe (ur. 29 czerwca 1970); cała trójka związała się z branżą filmową.
John Cassavetes przez lata zmagał się z alkoholizmem. Zmarł w wieku 59 lat; bezpośrednią przyczyną śmierci była marskość wątroby. Został pochowany na Westwood Village Memorial Park Cemetery w Los Angeles.

## Wybrana filmografia
Reżyser:
- Cienie (1959)
- Spóźniony blues (1961)
- Dziecko czeka (1963)
- Twarze (1968)
- Mężowie (1970)
- Minnie i Moskowitz (1971)
- Kobieta pod presją (1974)
- Zabójstwo chińskiego bukmachera (1976)
- Premiera (1977)
- Gloria (1980)
- Strumienie miłości (1984)
- Wielki kłopot (1986)

Aktor:
- Człowiek, który pokonał strach (1957; znany również pod tytułem: Na skraju miasta) – jako Axel Nordmann
- Romans w Hawanie (1957) – jako Nick
- Osiodłać wiatr (1958) – jako Tony Sinclair
- Cienie (1959)
- Spóźniony blues (1961)
- Zabójcy (1964) – jako Johnny North
- Parszywa dwunastka (1967) – jako Victor Franko
- Dziecko Rosemary (1968) – jako Guy Woodhouse
- Jeśli dziś wtorek, to jesteśmy w Belgii (1969) – jako Steve
- Mężowie (1970) – jako Gus
- Minnie i Moskowitz (1971) – jako Jim
- Capone (1975) – jako Frankie Yale
- Dwuminutowe ostrzeżenie (1976) – jako sierżant Chris Button
- Mikey i Nicky (1976) – jako Nicky
- Premiera (1977) – jako Maurice Aarons
- Zagubiony transport (1978) – jako mjr. Joe DeLuca
- Furia (1978) – jako Ben Childress
- W narożniku (1979) – jako Gus Caputo
- Demon (1981) – jako dr Sam Cordell
- W końcu czyje to życie? (1981) – jako dr Michael Emerson
- Burza (1982) – jako Phillip Dimitrius (Prospero)
- Strumienie miłości (1984) – jako Robert Harmon